# Kun mae wai sai: The Series
Kun mae wai sai: The Series (คุณแม่วัยใส The Series; nota anche come Teenage Mom: The Series e Teen Mom: The Series) è una webserie thailandese basata sull'omonimo fumetto online di "theterm". Diretta da Weerachit Thongjila e prodotta da GMMTV, è stata pubblicata su Line TV dal 19 agosto al 7 ottobre 2017.

## Trama
Quando scopre di essere incinta, la liceale Fah decide di scappare da tutto e tutti, in particolare la famiglia, gli amici ed il fidanzato, Mek, per cercare di capire come affrontare la gravidanza nel migliore dei modi.

## Personaggi e interpreti

### Principali
- Fah, interpretata da Ramida Jiranorraphat "Jane".
- Mek, interpretato da Perawat Sangpotirat "Krist".
- Jane, interpretato da Ratchawin Wongviriya "Koy".
- Nop, interpretata da Sakuntala Teinpairoj "Tonhorm".

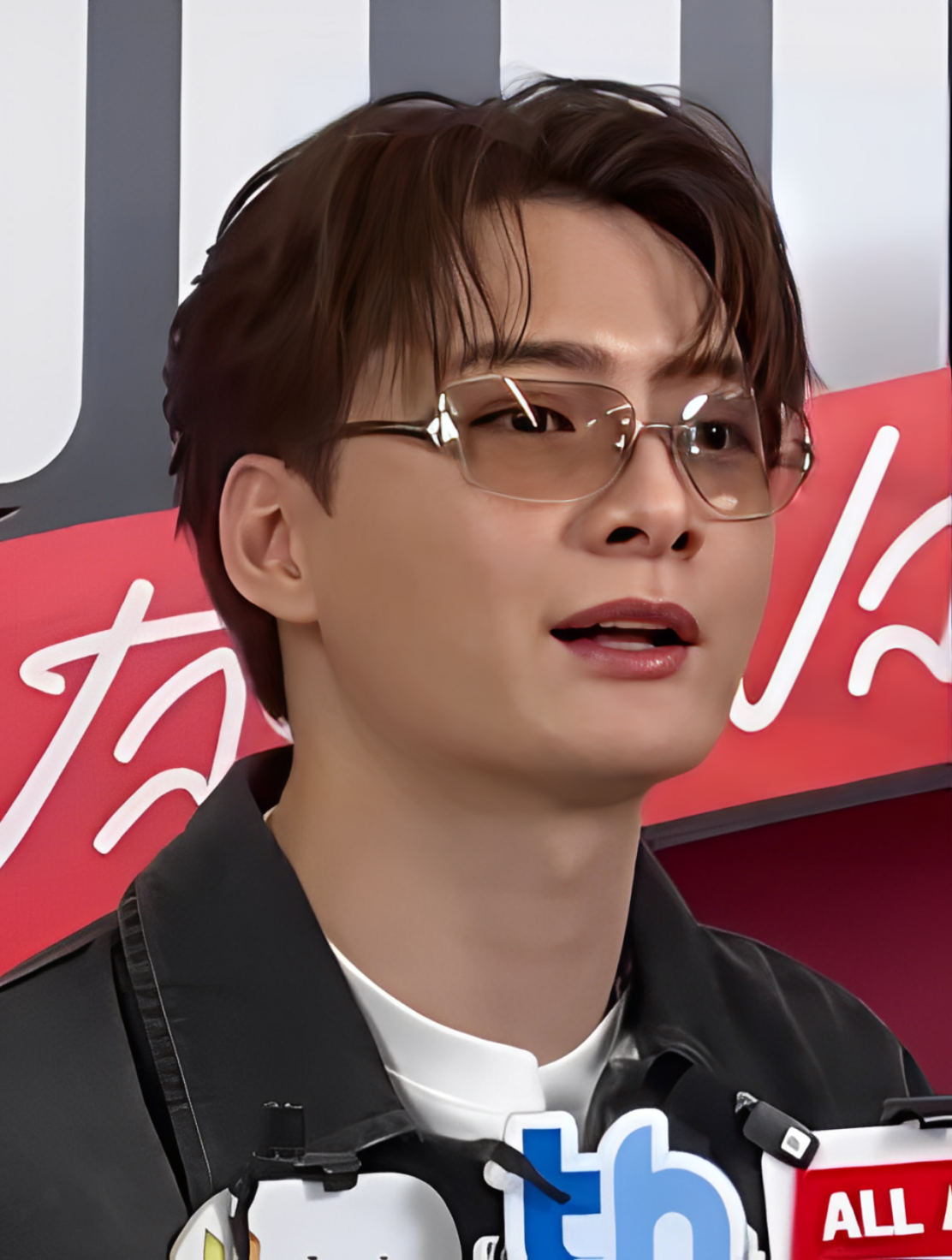
Perawat Sangpotirat

### Ricorrenti
- Mot, interpretata da Supawan Poolcharoen "Leegade".
- Fon, interpretata da Pornnappan Pornpenpipat "Nene".
- King, interpretata da Supakan Benjaarruk "Nok".
- Mint, interpretata da Apichaya Saejung "Ciize".
- Padre di Fah, interpretato da Piyalarp Unornulohm.
- Madre di Fah, interpretata da Russamee Tongsiripaisri "Lookmee".
- Madre di Mek, interpretata da Penpak Sirikul "Tai".

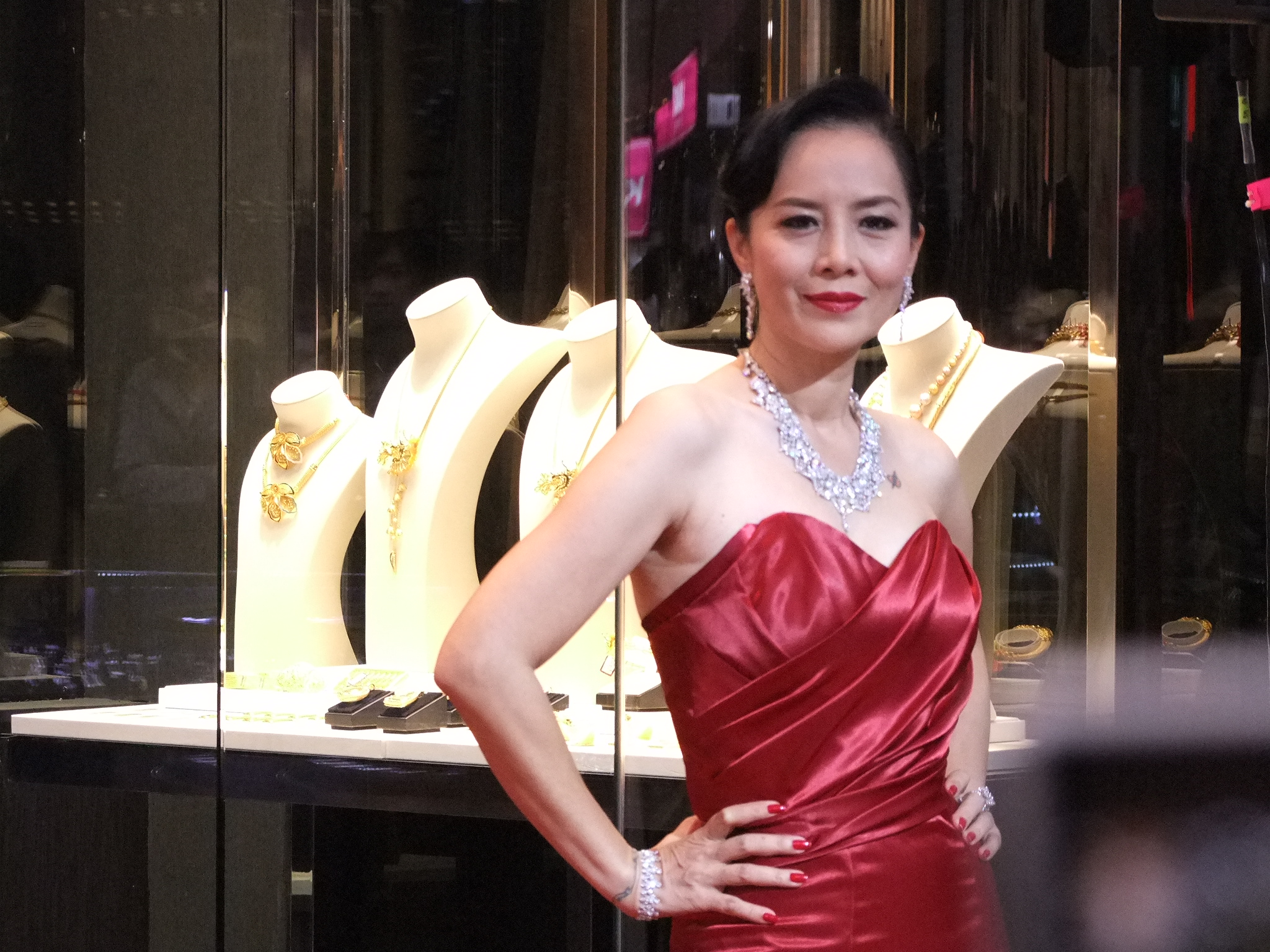
Penpak Sirikul

### Guest star
La serie vede inoltre apparire in ruoli minori diverse guest star, in particolare Niti Chaichitathorn, Nalin Hohler, Puttichai Kasetsin, Watchara Sukchum, Atthaphan Phunsawat, Jumpol Adulkittiporn, Chaleumpol Tikumpornteerawong, Prachaya Ruangroj e Boriboon Chanrueng.

## Episodi
| Stagione       | Episodi | Pubblicazione |
| -------------- | ------- | ------------- |
| Prima stagione | 8       | 2017          |